# Slipknot (album)
Pour les articles homonymes, voir Slipknot (homonymie).
Albums de Slipknot
Mate. Feed. Kill. Repeat.
(1996) Iowa
(2001)
Singles
1. Wait and Bleed
Sortie : 28 juillet 1999
2. Spit It Out
Sortie : 16 septembre 2000

Slipknot est le premier album studio officiel du groupe de néo metal américain Slipknot. Il est commercialisé le 29 juin 1999 au label Roadrunner Records, et produit par Ross Robinson. L'album se vend à plus de deux millions d'exemplaires rien qu'aux États-Unis, grâce notamment au bouche-à-oreille, et à l'Ozzfest de 1999. Il devient le premier album distribué par Roadrunner à être certifié disque de platine aux États-Unis, puis double disque de platine en 2005. L'album reste encore une référence en la matière par sa violence et son efficacité. Cet album et les concerts l'ayant promu permettent au groupe de réaliser leur premier DVD, intitulé Welcome to Our Neighborhood, composé de scènes live, atteignant la première place des ventes de DVD aux États-Unis pendant plusieurs semaines.
En 2001, l'album est intégré dans le classement des 50 meilleurs albums metal de tous les temps[Lequel ?]. Il se trouve également dans Les 1001 albums qu'il faut avoir écoutés dans sa vie. En 2000, il devient l'album de metal extrême le plus vendu de l'époque. En février 2002, à l'occasion de la venue du groupe en France, le journal Libération révèle dans un article que l'album Slipknot recense cinq millions de ventes dans le monde, entre 1999 et 2001[réf. nécessaire].

## Développement et production

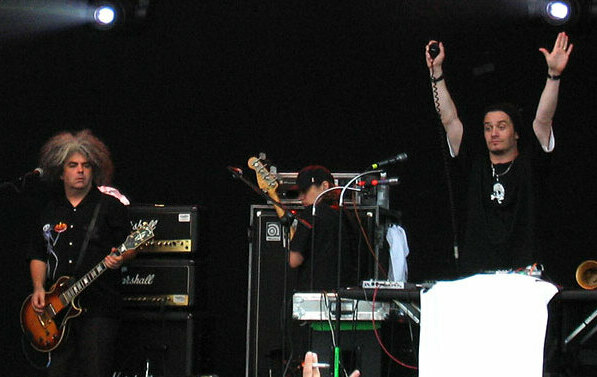
Le groupe Fantômas de Metal avant-gardiste a eu une influence majeure sur Slipknot.

En 1997, après la sortie de leur premier album indépendant Mate. Feed. Kill. Repeat., les membres de Slipknot continuent l'écriture de nouvelles chansons au studio local SR Audio, en compagnie de leur nouveau chanteur Corey Taylor. Le groupe se lance dans l'écriture d'une suite à l'album mais ils n'entament aucune préproduction. Les chansons écrites et composées à cette période incluent Slipknot, Gently, Do Nothing, Tattered and Torn, Heartache and a Pair of Scissors, Me Inside, Coleslaw, Carve, Windows, et May 17th. En 1998, Slipknot attire l'intérêt de labels discographiques majeurs tels que Epic et Hollywood Records.
Le 29 septembre 1998, Slipknot quitte Des Moines, dans l'Iowa, pour rejoindre les studios Indigo Ranch de Malibu, en Californie, nerveux quant à la production d'un nouvel album longtemps après avoir été signé,. Ils envoient cette démo à plusieurs labels et producteurs ; la chanson Spit It Out attire particulièrement l'attention et, avec l'aide de leur manager Sophia John, ils parviennent à envoyer un exemplaire du titre à Ross Robinson. Le groupe souhaite être aux côtés de ce dernier pour l'enregistrement de leur premier album ; après sa rencontre avec le groupe, Robinson les signe sur son label, I Am, puis les aide finalement à signer avec le label Roadrunner Records.
L'enregistrement de l'album devient « très agressif et chaotique » tandis que le producteur Robinson s'efforce à capturer l'intensité du groupe lorsqu'il est sur scène. En trois jours, les morceaux de batterie se terminent, ce qui contribue à la sonorité agressive de l'album que le groupe considère essentielle à sa direction musicale. Le 11 novembre 1998, l'enregistrement de l'album semble terminé, et le groupe revient à Des Moines. À la période de noël, le guitariste Josh Brainard, crédité sur toutes les chansons, décide de quitter le groupe. Les raisons de son départ restent incertaines ; son départ semblerait être lié à des contraintes familiales, mais Brainard dément ses rumeurs expliquant que « certaines décisions ont été prises, et je n'en suis pas forcement heureux. » Il est remplacé par Jim Root, avec qui le groupe retourne en studio en février 1999. Slipknot termine leur enregistrement cette même année, avec deux chansons bonus : une réédition de Me Inside, et une nouvelle chanson intitulée Purity. Wait and Bleed et Spit It Out, apparue sur la démo avant l'album, apparaissent également dessus ; Les chansons démos Interloper et Despise sont disponibles dans la version digipak de l'album. Snap est incluse dans la bande originale du film Freddy vs. Jason.

## Thèmes musicaux et paroles
Le style musical de Slipknot est constamment débattu, et le groupe est catégorisé dans plusieurs genres en fonction des sources, bien qu'il soit initialement considéré nu metal influencé par divers autres genres musicaux. Un son inspiré du death metal est clairement présent dans l'album, et sur ce sujet Jordison explique que « les racines s'orientent death metal, thrash, speed metal, et ça pourrait continuer encore et encore. » L'album s'inspire également du metal alternatif, voire du rap metal. D'autres critiques notent même la présence d'éléments issus de la musique industrielle. Le large line-up du groupe composé de percussionnistes et de compositeurs avec des matériels électroniques aident à la création d'un album dense et intense. Alternative Press explique que l'album utilise de l'« échantillonnage inventif, des morceaux créatifs de guitare, et une énorme dose de percussions, » tandis que Q magazine décrit l'album comme « un racket terrifiant. » Slipknot inclut également de la mélodie, notamment dans le single Wait and Bleed.
L'album présente le chanteur Corey Taylor ; il apparaît sur la seconde démo, qui, en parallèle, leur permet de signer avec le label Roadrunner Records. Rick Anderson du site AllMusic note que sur le titre Scissors, Taylor « chante comme s'il allait fondre en larmes. » Les paroles agressives de Taylor sont notées par Allmusic. Eeyore, une chanson cachée éditée à la fin de Scissors, est lancée après un dialogue entre les membres enregistrés tandis qu'ils regardent une scène d'un film pornographique impliquant de la coprophilie. Le concept lyrique de Eeyore décrit le ressenti de Taylor à l'égard d'un homme qui l'aurait menacé de mort lors d'un concert de Slipknot. La chanson est jouée à de nombreuses reprises et est présente dans le DVD Disasterpieces et dans l'album live 9.0: Live.

## Accueil
Slipknot est généralement bien accueilli par les critiques et les fans ; à sa sortie, le groupe gagne en popularité bien au-delà de leurs espérances. Sur AllMusic, Rick Anderson attribue une note de quatre étoiles sur cinq à l'album, le décrivant « de début prometteur » et expliquant : « vous pensiez que Limp Bizkit était hard ? Ce sont The Osmonds. Ces mecs sont complètement autre chose. Et c'est très impressionnant. » L'agressivité et la sonorité de l'album sont largement félicitées ; Rolling Stone explique que Slipknot « c'est du metal avec un grand 'm'. »

## Liste des titres
| 1. | Spit It Out    | 2:35 |
| 2. | Wait and Bleed | 2:33 |
| 3. | Snap           | 2:54 |
| 4. | Interloper     | 2:18 |
| 5. | Despise        | 3:40 |

| 1.  | 742617000027                               | 0:36  |
| 2.  | (sic)                                      | 3:19  |
| 3.  | Eyeless                                    | 3:56  |
| 4.  | Wait and Bleed                             | 2:27  |
| 5.  | Surfacing                                  | 3:38  |
| 6.  | Spit It Out                                | 2:39  |
| 7.  | Tattered & Torn                            | 2:54  |
| 8.  | Frail Limb Nursery                         | 0:45  |
| 9.  | Purity                                     | 4:14  |
| 10. | Liberate                                   | 3:06  |
| 11. | Prosthetics                                | 4:58  |
| 12. | No Life                                    | 2:47  |
| 13. | Diluted                                    | 3:23  |
| 14. | Only One                                   | 2:26  |
| 15. | Scissors (contient la piste cachée Eeyore) | 19:16 |

| 1.  | 742617000027                               | 0:36  |
| 2.  | (sic)                                      | 3:19  |
| 3.  | Eyeless                                    | 3:56  |
| 4.  | Wait and Bleed                             | 2:27  |
| 5.  | Surfacing                                  | 3:38  |
| 6.  | Spit It Out                                | 2:39  |
| 7.  | Tattered & Torn                            | 2:54  |
| 8.  | Me Inside                                  | 2:39  |
| 9.  | Liberate                                   | 3:06  |
| 10. | Prosthetics                                | 4:58  |
| 11. | No Life                                    | 2:47  |
| 12. | Diluted                                    | 3:23  |
| 13. | Only One                                   | 2:26  |
| 14. | Scissors (contient la piste cachée Eeyore) | 19:16 |

| 1.  | 742617000027                    | 0:35 |
| 2.  | (sic)                           | 3:19 |
| 3.  | Eyeless                         | 3:56 |
| 4.  | Wait and Bleed                  | 2:27 |
| 5.  | Surfacing                       | 3:38 |
| 6.  | Spit It Out                     | 2:39 |
| 7.  | Tattered & Torn                 | 2:53 |
| 8.  | Purity                          | 4:25 |
| 9.  | Liberate                        | 3:06 |
| 10. | Prosthetics                     | 4:58 |
| 11. | No Life                         | 2:47 |
| 12. | Diluted                         | 3:23 |
| 13. | Only One                        | 2:26 |
| 14. | Scissors                        | 8:23 |
| 15. | Eeyore                          | 2:49 |
| 16. | Me Inside                       | 2:39 |
| 17. | Get This                        | 2:03 |
| 18. | Spit It Out (Hyper Version)     | 2:24 |
| 19. | Spit It Out (Stamp You Out Mix) | 2:36 |
| 20. | (sic) (Molt-Injected Mix)       | 3:27 |
| 21. | Wait and Bleed (Terry Date Mix) | 2:31 |
| 22. | Wait and Bleed (Demo)           | 2:34 |
| 23. | Snap (Demo)                     | 2:41 |
| 24. | Interloper (Demo)               | 2:18 |
| 25. | Despise (Demo)                  | 3:41 |

## Classements hebdomadaires
| Classement (1999-2022)             | Meilleure place |
| ---------------------------------- | --------------- |
| Australie (ARIA)                   | 32              |
| Belgique (Flandre Ultratop)        | 106             |
| Belgique (Wallonie Ultratop)       | 45              |
| États-Unis (Billboard 200)         | 51              |
| États-Unis (Heatseekers)           | 1               |
| États-Unis (Independent Albums)    | 1               |
| Finlande (Suomen virallinen lista) | 30              |
| France (SNEP)                      | 175             |
| Nouvelle-Zélande (RIANZ)           | 49              |
| Pays-Bas (Mega Album Top 100)      | 42              |
| Portugal (AFP)                     | 10              |
| Royaume-Uni (UK Albums Chart)      | 37              |
| Royaume-Uni (Rock & Metal Albums)  | 1               |
| Suède (Sverigetopplistan)          | 53              |

| Classement                   | Meilleure place |
| ---------------------------- | --------------- |
| Allemagne (Media Control AG) | 8               |
| Autriche (Ö3 Austria Top 40) | 44              |
| Italie (FIMI)                | 92              |

## Certifications
| Pays                  | Certification | Unités certifiées |
| --------------------- | ------------- | ----------------- |
| Australie (ARIA)      | Platine       | 70 000            |
| Canada (Music Canada) | 2 × Platine   | 200 000           |
| États-Unis (RIAA)     | 2 × Platine   | 2 000 000         |
| Norvège (IFPI)        | Or            | 10 000            |
| Pays-Bas (NVPI)       | Or            | 50 000            |
| Pologne (ZPAV)        | Or            | 10 000            |
| Royaume-Uni (BPI)     | Platine       | 300 000           |

## Personnel
- (#8) Corey Taylor – chant
- (#7) Mick Thomson – guitare
- (#6) Shawn Crahan (clown) – percussions, chœurs
- (#5) Craig Jones (133) – samples, clavier
- (#4) James Root – guitare (sur Purity)
- (#3) Chris Fehn – percussions, chœurs
- (#2) Paul Gray – basse, chœurs
- (#1) Joey Jordison – batterie
- (#0) Sid Wilson – platines
- Ex-(#4) Josh Brainard – guitare (sauf Purity)
- Ex-(#3] Greg Welts – percussions (sur Spit it Out et les démos)